# Pirámide Roja
La Pirámide Roja es la tercera pirámide de Egipto por sus dimensiones y la mayor de las situadas en Dahshur, cuarenta kilómetros al sur de El Cairo. Debe su nombre actual al color rojizo de los bloques pétreos de su núcleo. Fue construida por el faraón de la cuarta dinastía Seneferu. Representa la primera tentativa exitosa de erigir una pirámide de caras lisas, siendo la construcción más alta del mundo en la época en que fue construida. 
La denominación original fue: «La pirámide brillante». Los residentes locales se refieren a la Pirámide Roja como El-haram el-watwat, que significa «la pirámide ciega».
La Pirámide Roja no siempre fue de este color. Estaba recubierta con bloques de blanca piedra caliza de Tura, pero solamente algunos permanecen en una zona de la base de la pirámide. Durante años, dicha piedra caliza fue usada para construir los edificios de El Cairo, mostrando así el color rojizo de los bloques de su estructura interior.

## Historia

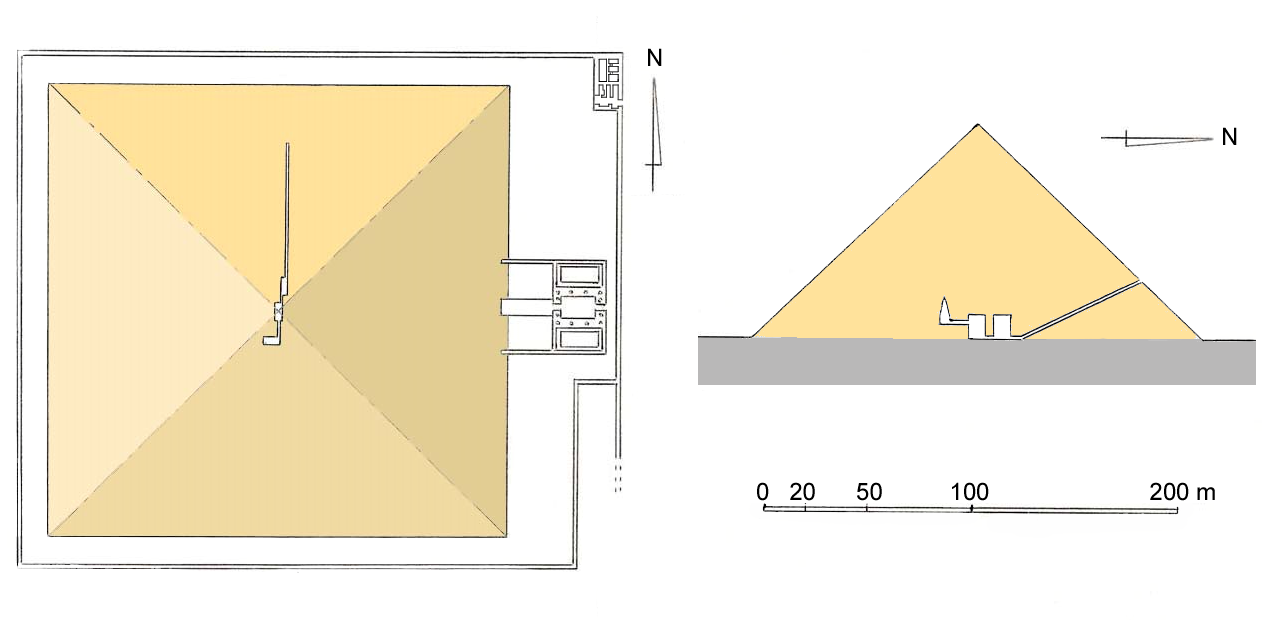
Planos de la pirámide Roja.

Fue construida durante el reinado del faraón Seneferu para ser su tumba, y está situada a un kilómetro al norte de la pirámide acodada. Se construyó con el mismo ángulo de 43° de la sección superior de la pirámide acodada, lo que le da un aspecto perceptiblemente achatado comparada con otras pirámides egipcias de escala comparable.
Los arqueólogos especulan que la razón de esto puede ser un resultado de las crisis de ingeniería experimentadas durante la construcción de las dos pirámides anteriores de Seneferu. La primera de éstas, la pirámide de Meidum, se derrumbó en la antigüedad, mientras que la segunda, la pirámide acodada, tenía el ángulo de inclinación alterado de 54° a 43° a mitad de su construcción.
Algunos arqueólogos creen que la pirámide de Meidum fue la primera tentativa en la construcción de una pirámide de caras lisas, y que pudo haberse derrumbado cuando la construcción de la pirámide acodada ya estaba en curso, y que ésta había comenzado ya a dar muestras alarmantes de la misma inestabilidad, según lo evidencian las juntas de construcción y la presencia de una gran viga de madera en su interior. El resultado sería el cambio en la pendiente de las caras de la pirámide acodada, y el comienzo de la pirámide roja con una menor pendiente para ser menos susceptible a la inestabilidad y, por lo tanto, menos susceptible al derrumbe.

## Complejo funerario
El conjunto funerario es muy sencillo y constituye uno de los raros conjuntos privados de pirámide satélite. El Templo funerario, aunque de tamaño modesto, es similar a los de otras pirámides. Fue terminado apresuradamente con adobes, seguramente a raíz de la muerte del faraón. No quedan rastros de la calzada procesional ni del Templo del valle.

## Pirámide

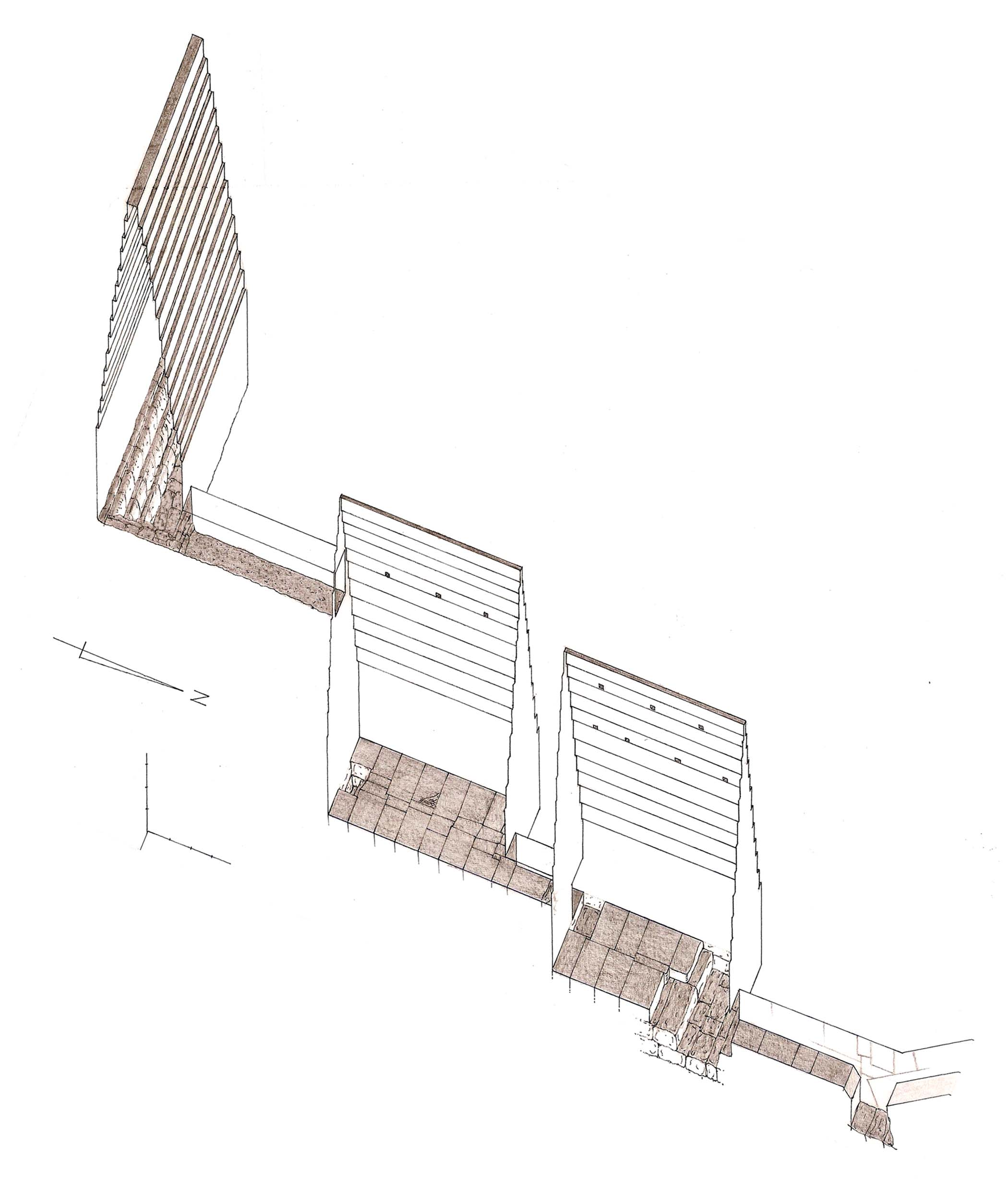
Disposición de las tres cámaras.

Está construida con bloques de piedra caliza rojiza procedente de una cantera local, y fue revestida con caliza blanca de Tura. La base de la pirámide no es un cuadrado perfecto. Está alineada hacia el norte. El egiptólogo Andrew Reisner midió las dimensiones: de oeste a este mide 221,50 metros y de norte a sur 218,50 metros. Su altura es de 104,40 metros, siendo algo más alta que su vecina, la Pirámide acodada.
El diseño es muy similar al de la pirámide de Meidum pero más ambicioso. Además, se trata de la única pirámide cuyas cámaras se sitúan sobre el nivel del suelo. La entrada está en la cara septentrional, aproximadamente a 28 metros sobre el suelo. Un pasaje, cuyo ángulo de inclinación es de 27° y longitud de 62,63 metros, termina en una zona de 7,40 metros de sección horizontal, desde la que se accede a dos antecámaras realizadas en piedra caliza y cubiertas con magníficas bóvedas escalonadas a dos caras. La segunda, situada exactamente en el eje de la pirámide, está provista de una apertura en la pared meridional, a una altura de 7,60 m, que da sobre un corredor de 7 m que conduce a la gran cámara funeraria, también cubierta con una bóveda escalonada a dos caras, de piedra caliza. El recubrimiento del suelo de la cámara ha desaparecido debido a las sucesivas excavaciones. 
Flinders Petrie descubrió en el siglo XIX fragmentos de hueso humanos y de animales en la segunda antecámara, y los estudios efectuados por el doctor Batrawi en 1950 permitieron detectar rastros de momificación sobre estos huesos.
En la década de 1980 se descubrió un piramidión sin decoraciones ni jeroglíficos en los alrededores de la pirámide. Se trata del más antiguo piramidión que haya llegado hasta nosotros.

## Galería de imágenes

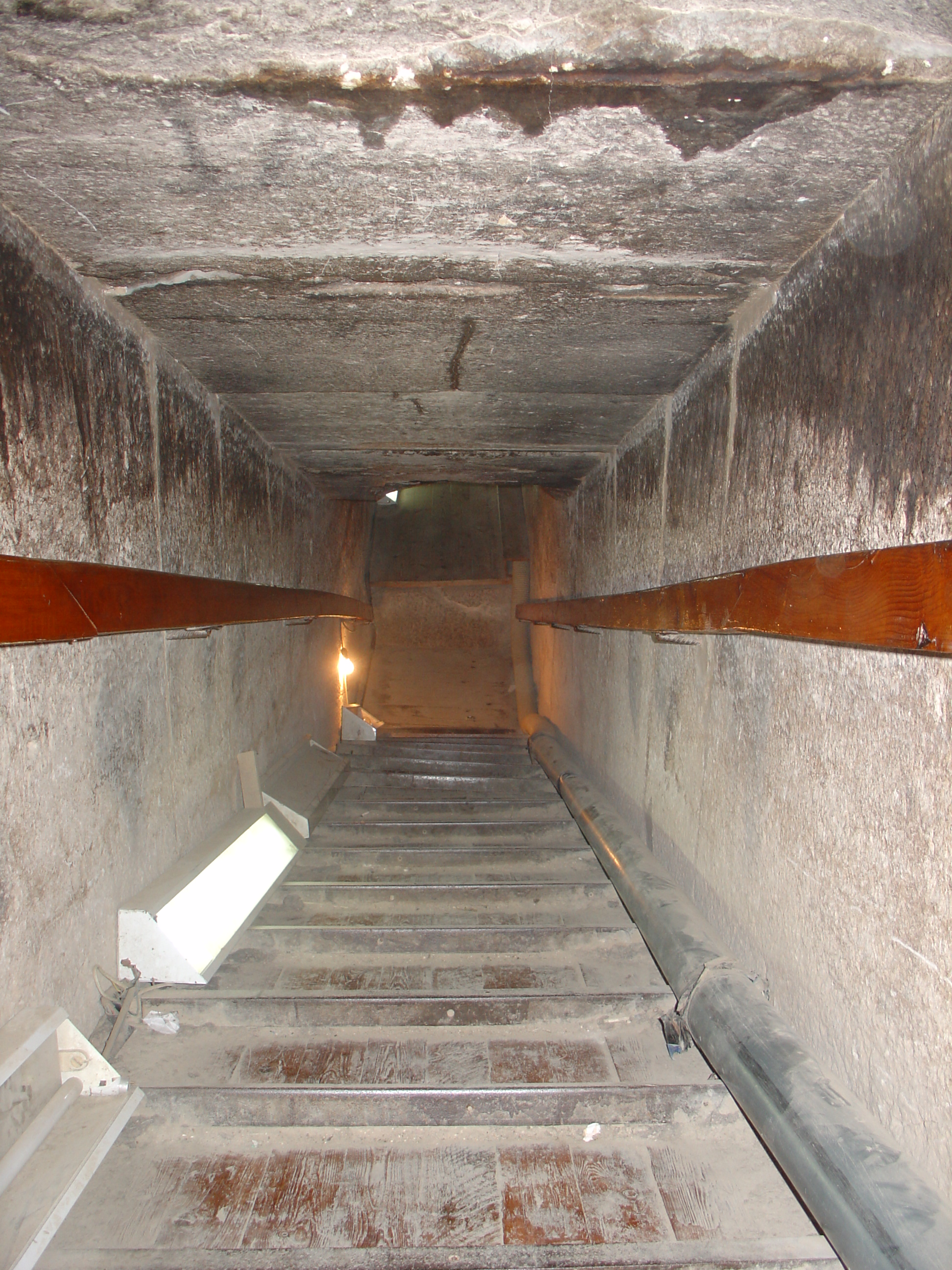
Pasaje de descenso al interior de la pirámide.
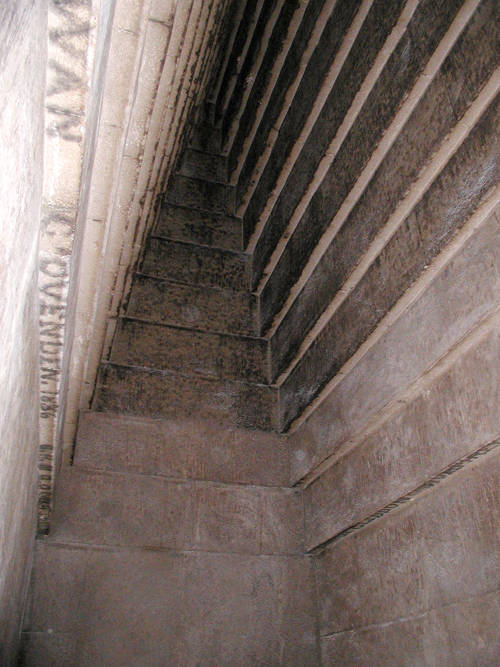
Falsa bóveda de la primera antecámara.
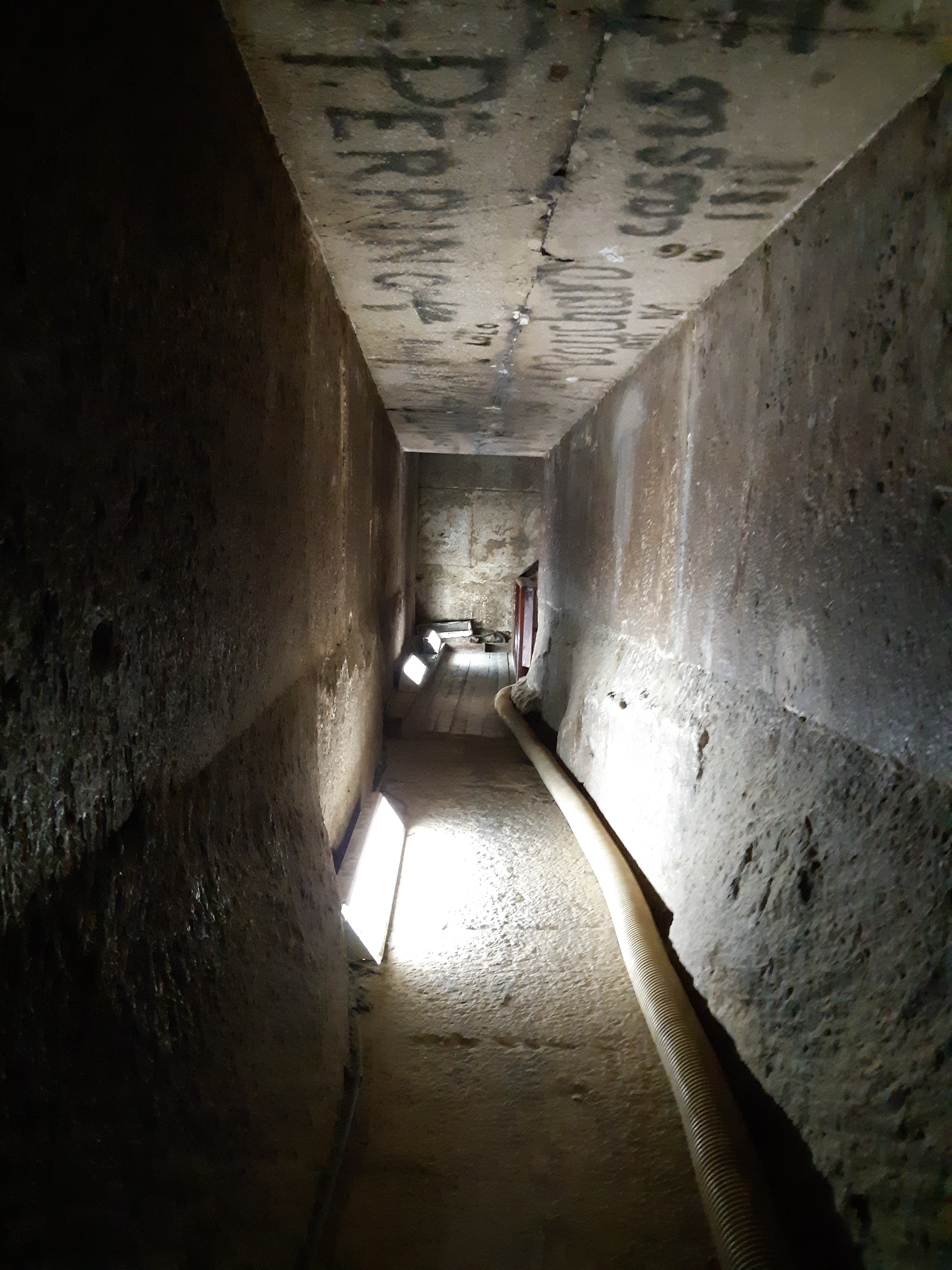
Pasaje entre las cámaras interiores de la pirámide.
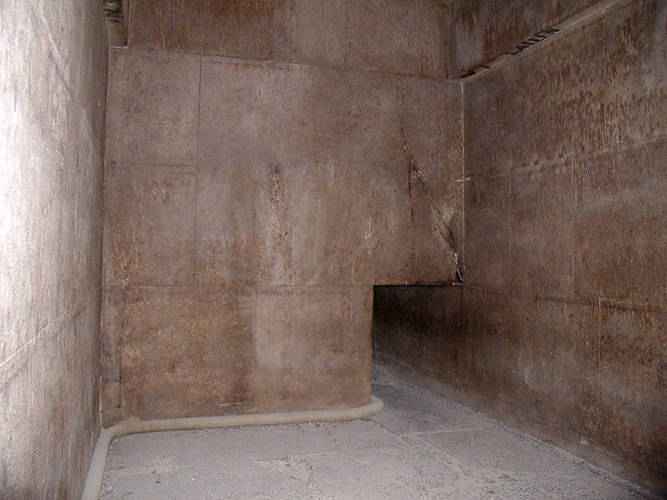
Pasaje de la primera a la segunda antecámara.
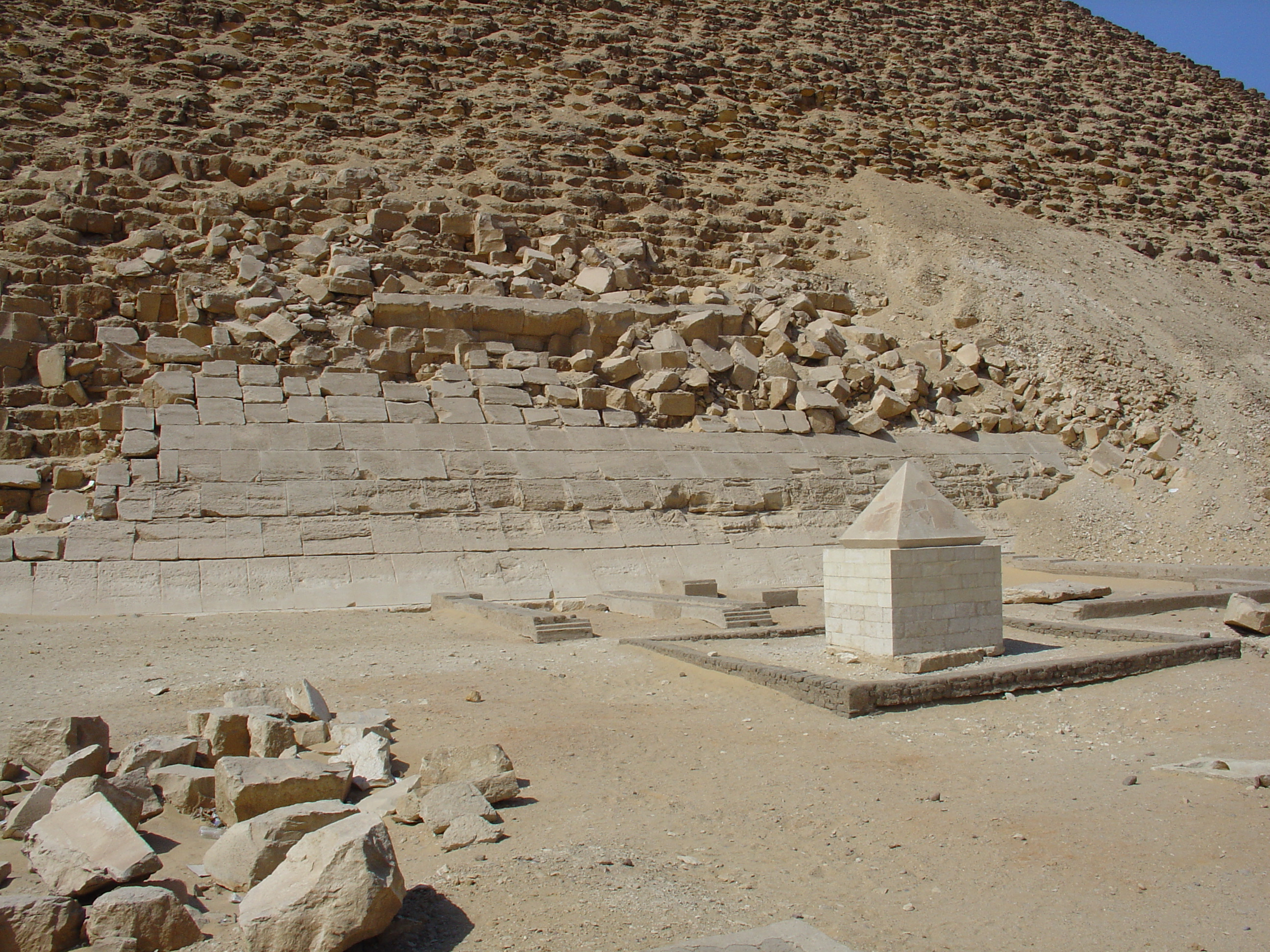
El piramidión restaurado. Parte del revestimiento original en la zona inferior de la pirámide.
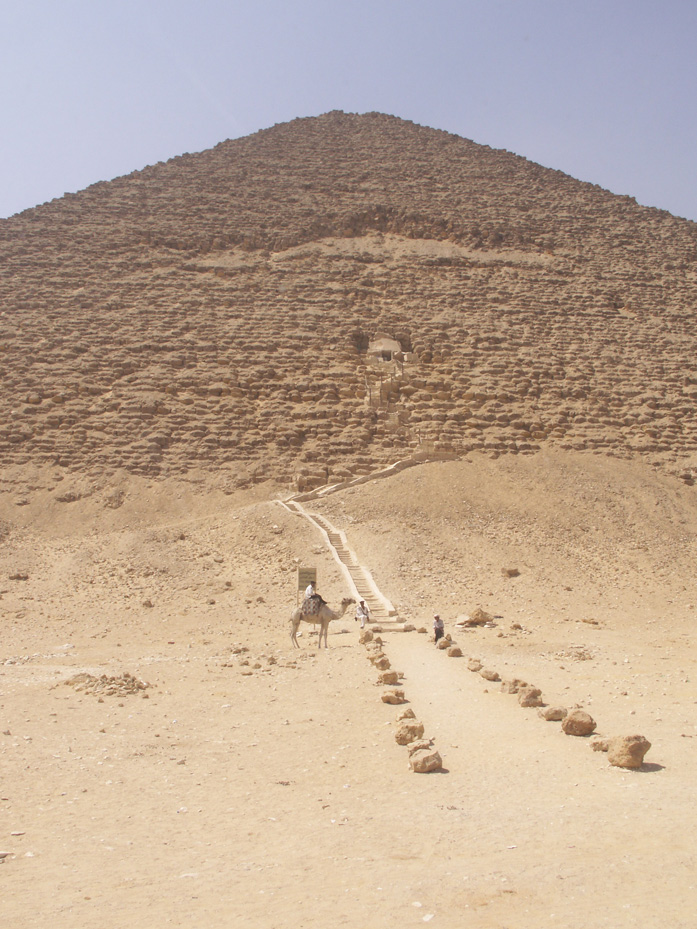
Camino actual de acceso a la entrada de la pirámide.
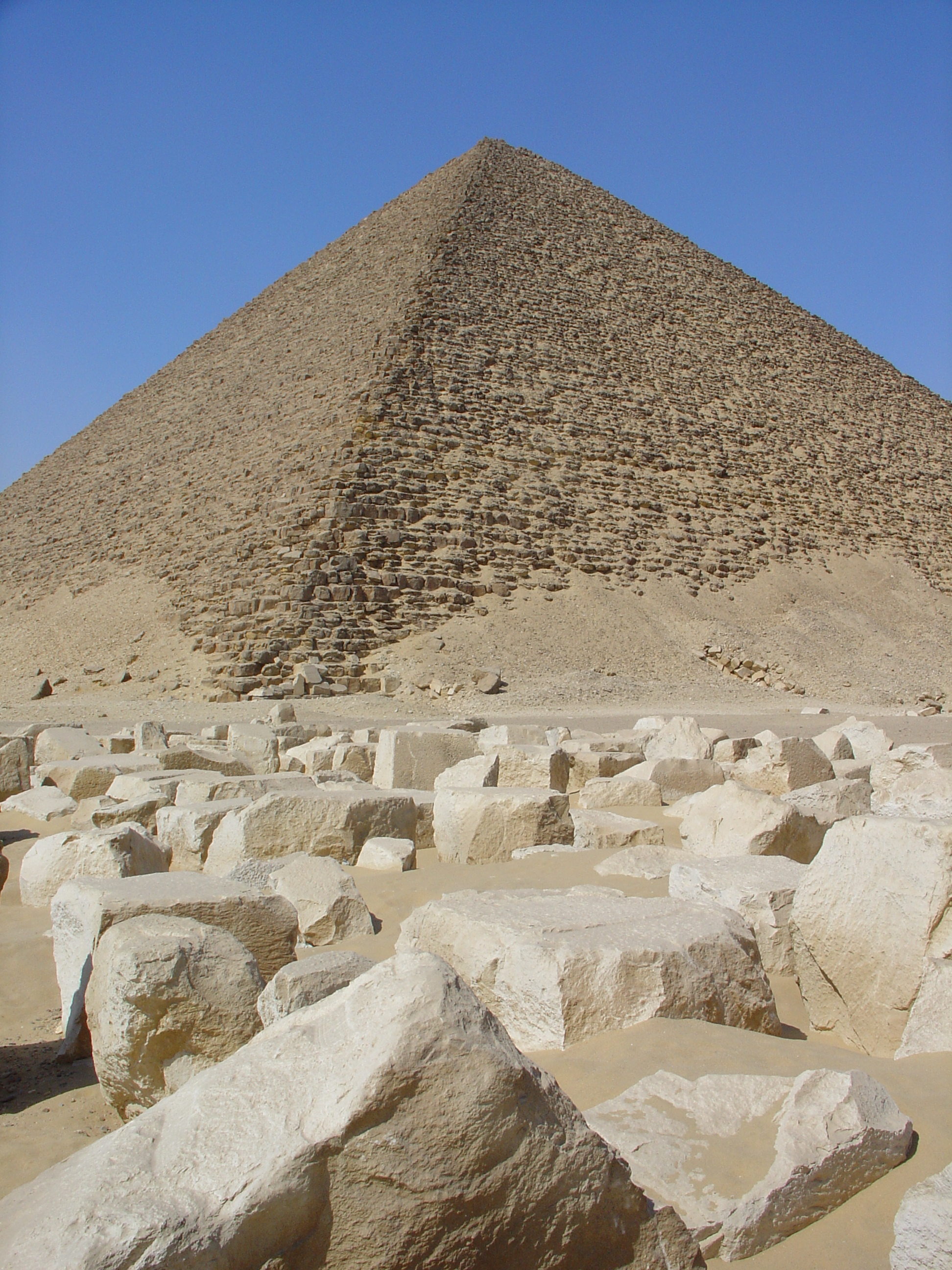
Restos del revestimiento calizo de la pirámide.